# Кју-грозница
Q-groznica je akutna zarazna bolest uzrokovana bakterijom Coxiella burnetii, a očituje se naglim početkom - vrućicom, glavoboljom i intenzivnim znojenjem. Bolest može pratiti i pneumonitis. Inkubacija traje 2 do 3 tjedna.
Coxiella burneti je obvezatan unutarstanični parazit, nema kapsulu, može stvarati spore. Visoko je infektivna bakterija i vjeruje se da samo jedan udahnuti mikroorganizam može uzrokovati infekciju.
Izvor su zaraze zaražene domaće životinje, najčešće se radi o ovcama i kravama. Coxiella burneti se razmnožava u posteljici i plodnim ovojima zaraženih životinja i prilikom janjenja odnosno telenja dolazi do izbacivanja u vanjsku sredinu velike količine uzročnika, stvara se aerosol kojeg svi prisutni mogu udahnuti.
Učestalost je najveća u proljeće, ali ima je tijekom cijele godine. Prevencija se ponajprije svodi na prevenciju među životinjama, a te su mjere u domeni veterine.